# Barbići
Barbići is een plaats in de gemeente Raša in de Kroatische provincie Istrië. De plaats telt 66 inwoners (2001).